# Şərur
Şərur è una città dell'Azerbaigian, capoluogo dell'omonimo distretto, che fa parte della Repubblica Autonoma di Naxçıvan.
Si trova a 66 km a nord-ovest dalla città di Naxçıvan, nella pianura di Şərur. Ha una popolazione di 6.964 persone.
Nonostante l'esatta data di costituzione di Şərur non sia stata ancora definita, si sa che questo insediamento si stabilì ancora nel millennio a.C. Il nome dell'insediamento di Şərur, menzionato all'epopea del "Libro di Dede Korkut" come Şəruk (Sharuk). Poiché l'antico insediamento di Şərur rimase sotto gli edifici moderni, e non sono state condotte ampie ricerche archeologiche. La costruzione dei moderni edifici con uffici e di edifici a cinque piani al posto dei vecchi edifici di 1-2 piani, ha avuto un ruolo importante nel voler modernizzare la città. I lavori di ricostruzione sono stati effettuati in città e sono stati realizzati edifici in architettura moderna, scuola d'arte, palazzo culturale, centro di comunicazione, palazzo del potere esecutivo, museo storico-etnografico, stazione ferroviaria, edifici scolastici. A Şərur ci sono tre scuole secondarie, un college, una scuola di musica, tre asili nido, un ospedale centrale, un ospedale privato e un centro diagnostico, una moschea, un centro di reti elettriche, due centri commerciali, un cinema. Lo stadio è stato costruito nel 1981. Fu il centro amministrativo dell'uezd Sharur-Daralagez dell'Impero russo (1870-1917).

## Etimologia
La città ha avuto nomi diversi nel corso della storia, tra cui Bashnorashen, Norashen (1930-1964), Il'ič (Ильич) e Il'ičëvsk (Ильичёвск) (1964–1991) dopo Vladimir Il'ič Lenin.
Il nome dell'insediamento è legato al nome della pianura di Şərur. Il nome della pianura è stato citato per la prima volta nelle antiche fonti del V secolo e nell'epopea del "Libro di Dede Korkut". Nella toponomia dei popoli di lingua turca, il componente şar/şər/şer è usato nel significato di "braccio", "affluente del fiume", "cascata", "il fiume che collega i due affluenti in uno", e il componente di Ur significa "acqua" nel contenuto di idronimi. Si può presumere che il nome della pianura sia stato creato in merito alla separazione del fiume Arpachay orientale nei numerosi affluenti della zona.

## Popolazione
Secondo le informazioni ufficiali del Comitato statistico statale della Repubblica dell'Azerbaigian, il 1º gennaio 2013 la città aveva una popolazione di circa 7.000 abitanti.

## Infrastrutture e trasporti
La stazione ferroviaria di Şərur è il capolinea di un servizio locale dalla città di Naxçıvan.
A causa del confine chiuso, la linea a nord verso Masis è inutilizzata fino a Yeraskh.

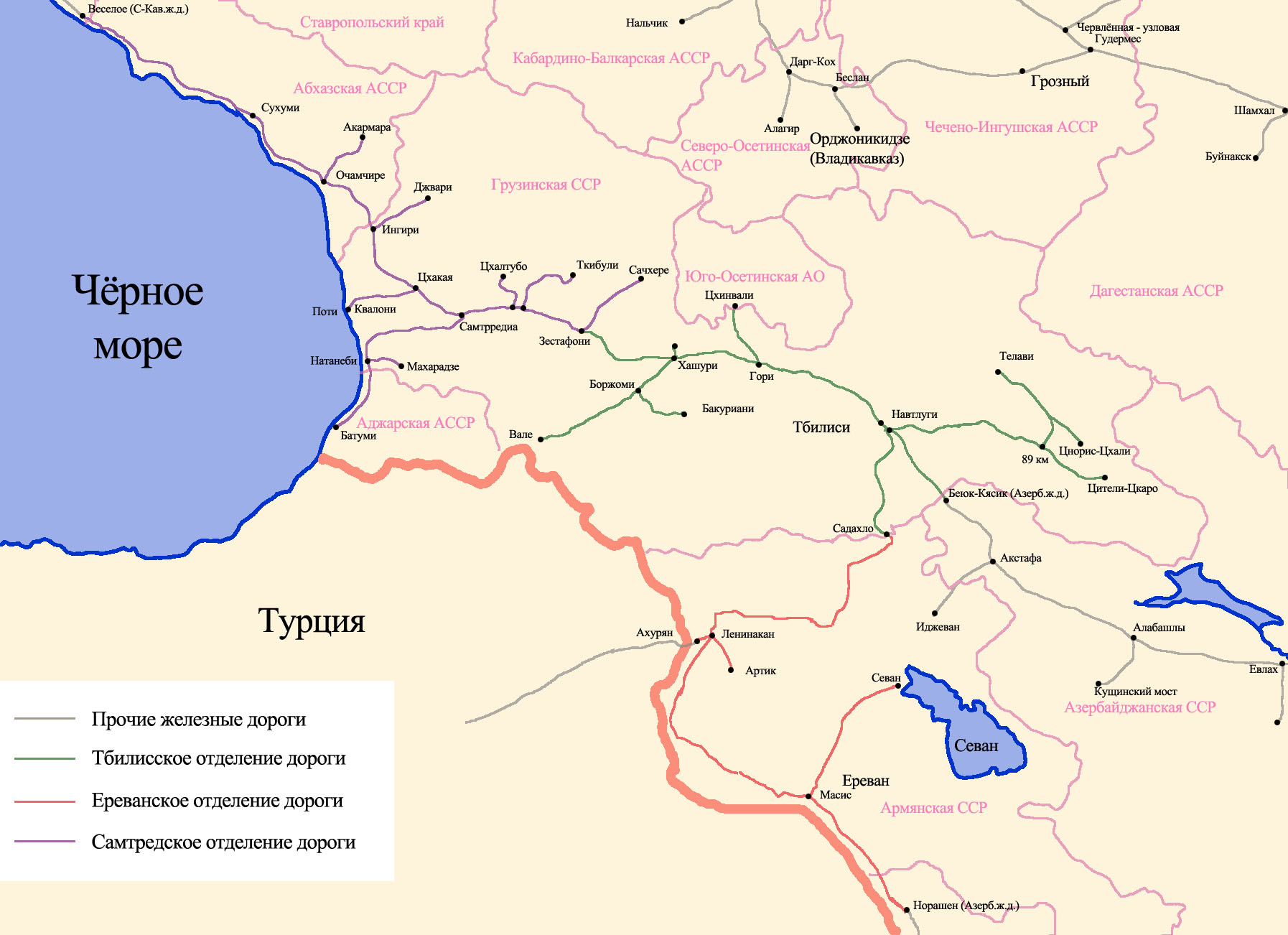
Şərur è visibile con il suo nome precedente, Норашен, in questa mappa della Ferrovia transcaucasica.

## Città gemellate
Iğdır,  Turchia